# مانتی پایتون و جام مقدس
مانتی پایتون و جام مقدس (به انگلیسی: Monty Python and the Holy Grail) فیلمی 92 دقیقه‌ای به کارگردانی تری گیلیام و تری جونز با بازی گراهام چاپمن است.

## خلاصه داستان
شاه آرتور به همراه شوالیه‌های باوفای خود به دنبال یافتن جام مقدس به موانع احمقانه زیادی برمی‌خورند. این فیلم نیز مانند سایر کارهای گروه مانتی پایتون هجویه ایست بر مذهب، اخلاق و جوامع انسانی که در زمان ساخته شدنش انتقادهای زیادی را برانگیخت…